# Мар'янівка (Мартинівська сільська громада)
Мар'я́нівка — село в Україні, у Мартинівській сільській громаді Полтавського району Полтавської області. Населення становить 622 осіб. До 2019 орган місцевого самоврядування — Мартинівська сільська рада.

## Географія
Село Мар'янівка знаходиться за 6 км від лівого берега річки Орчик та за 4 км від села Попівка. По селу протікає пересихаючий струмок з загатами.

## Історія
З 1917 — у складі УНР. З 1921 — стабільний комуністичний режим. У селі запроваджено регулярні грабунки приватних господарств, які проводилися силами Продревтрибуналу. 1929 комуністи почали систематичний терор проти незалежних сільгоспвиробників, примушуючи погодитися на нову форму кріпацтва — колгосп. 1932 більшовики контролювали все їстівне у селі, тому вдалися до організації голодомору.
Село постраждало внаслідок геноциду українського народу, проведеного окупаційним урядом СССР 1932—1933 та 1946—1947.
Весною 2008 апарат Полтавської обласної державної адміністрації організував плановий пошук місць масових поховань жертв Голодомору в селі Мар'янівка, а також їх упорядкування.
12 червня 2020 року, відповідно до розпорядження Кабінету Міністрів України № 721-р «Про визначення адміністративних центрів та затвердження територій територіальних громад Полтавської області», село увійшло до складу Мартинівської сільської громади.
19 липня 2020 року, в результаті адміністративно - територіальної реформи та ліквідації Карлівського району, село увійшло до складу новоутвореного Полтавського району Полтавської області.

## Економіка
- Молочно-товарна та птахо-товарна ферми.
- «Хлібороб», сільськогосподарське ТОВ.

## Об'єкти соціальної сфери
- Мар'янівський НВК

## Постаті
- Міщенко Валентин Юхимович (1922—1994) — диригент, композитор, фольклорист, знавець народної творчості. Заслужений артист України.